# مهندسی اکتشاف
مهندسی اکتشاف (به انگلیسی: Exploration engineering) در این رشته به بررسی چگونگی به وجود امدن نفت می‌پردازند و همچنین بررسی می‌شود که در کدام لایه‌های زمین‌شناسی امکان ذخیرهٔ نفت وجود دارد و از این طریق به اکتشاف نفت می‌پردازند.
بیشتر واحدهای دانشگاهی این رشته در ایران شامل دروس زمین‌شناسی است.
اولین‌ مرحله‌ برای‌ بهره‌برداری‌ یا استخراج نفت، کشف‌ حوزه‌های‌ نفتی‌ است‌ که‌ این‌ کار توسط‌ لرزه‌ نگاری‌ انجام‌ می‌گیرد. مهندسین‌ اکتشاف‌، امواج‌صوتی‌ را به‌ اعماق‌ زمین‌ فرستاده‌ و سپس‌ امواج‌ برگشتی‌ را اندازه‌گیری‌ و پردازش‌ می‌کنند تا به‌ وجود یا عدم‌ وجود نفت‌ در درون‌ زمین‌ پی‌ ببرند. این‌ گرایش‌ ارتباط‌ نزدیکی‌ با زمین‌شناسی‌ دارد.

## دروس‌ تخصصی‌ گرایش‌ مهندسی‌ اکتشاف
ژئوفیزیک‌، ژئوشیمی‌ آلی‌ (نفت‌)، تخمین‌ و ارزیابی‌ ذخایر نفتی‌، زمین‌شناسی‌ ایران‌ و مناطق‌ همجوار، روش‌های‌ افزایش‌ برداشت‌ از مخازن‌، عملیات‌ زمین‌شناسی‌ ایران‌، مهندسی‌ مخازن‌ نفت‌، میکروپالئونتولوژی‌، اصول‌ حفاری‌، گل‌ حفاری‌ و سیمانکاری‌ چاه‌ها، زمین‌شناسی‌ نفت‌، چاه‌نگاری‌، زمین‌شناسی‌ مهندسی‌، زمین‌ ساخت‌، مکانیک‌ محیط‌های‌ ناپیوسته‌ سنگی‌، زمین‌شناسی‌ مناطق‌ دریایی‌، زمین‌شناسی‌ عمومی‌، سنگ‌شناسی‌ (رسوبی‌ ـ آذرین‌ و دگرگونی‌)، کانی‌شناسی‌، برداشت‌ زمین‌شناسی‌، زمین‌شناسی‌ ساختمانی‌، فتوژئولوژی‌ و سنجش‌ از راه‌ دور، پتروفیزیک‌،مکانیک‌ سیالات‌‌، فسیل‌شناسی‌(دیرینه‌شناسی‌)، رسوب‌شناسی‌، چینه‌شناسی‌، بررسی‌ فنی‌ ـ اقتصادی‌، مبانی‌ مهندسی‌ نفت‌، زمین‌شناسی‌ زیرزمینی‌.